# Jan Ochocki

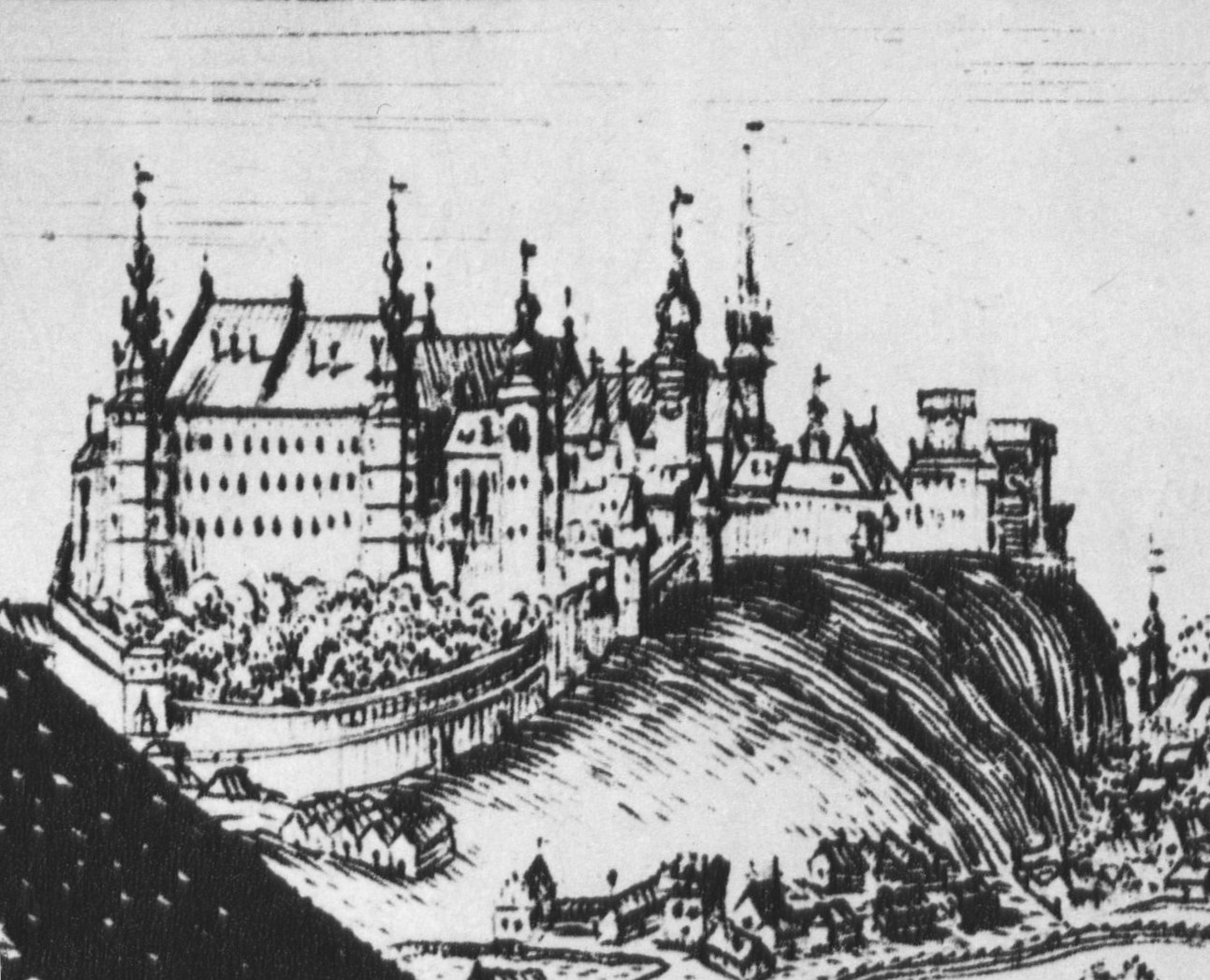
Wzgórze wawelskie w połowie XVII w. według Wilhelma Hondiusa

Jan Ochocki herbu Ostoja (zm. po 1705) – bakałarz i magister Akademii Krakowskiej, doktor praw, docent extraneus Wydziału Filozoficznego, rektor (senior) szkoły zamkowej na Wawelu.

## Życiorys
Jan Ochocki pochodził z osiadłej w Krakowie szlacheckiej rodziny pieczętującej się herbem Ostoja, wywodzącej się zapewne z Ochocic koło Kamieńska w dawnym województwie sieradzkim. O jego rodzinie wspomniał Kasper Niesiecki w Herbarzu Polskim. Był synem doktora medycyny, rajcy i burmistrza Krakowa Gabriela Ochockiego i Anny ze Spinków.
Jan Ochocki studiował w Akademii Krakowskiej. Bakałarzem został w roku 1694 a tytuł magistra uzyskał dwa lata później. W latach 1696–1702 był docentem extraneus na Wydziale Filozoficznym. W dniu 14 III 1699 uzyskał niższe święcenia duchowne acolitus. W latach 1701–1702 pełnił obowiązki rektora (seniora) szkoły zamkowej na Wawelu. W dniu 12 X 1702 roku został przez krakowską kapitułę katedralną wysłany jako alumn fundacji Słowikowskiego na dalsze studia do Padwy, gdzie dwukrotnie, w latach 1703-1704, wybierany był na asesora nacji polskiej. W dniu 12 XI 1705 uzyskał tytuł doktora praw na Uniwersytecie „La Sapienza” w Rzymie. 